# Christia
Christia es un género de plantas con flores con   perteneciente a la familia Fabaceae. Comprende 16 especies descritas y de estas, solo 12 aceptadas.

## Taxonomía
El género fue descrito por Conrad Moench y publicado en Supplementum ad Methodum Plantas : a staminum situ describendi 39. 1802.

## Especies aceptadas
A continuación se brinda un listado de las especies del género Christia aceptadas hasta julio de 2014, ordenadas alfabéticamente. Para cada una se indica el nombre binomial seguido del autor, abreviado según las convenciones y usos.	
- Christia australasica (Schindl.)Meeuwen
- Christia constricta (Schindl.)T.C.Chen
- Christia convallaria (Schindl.)Ohashi
- Christia hainanensis Y. C. Yang & P. H. Huang
- Christia lychnucha (Schindl.)Ohashi
- Christia obcordata (Poir.) Bakh. f.
- Christia paniculata (Benth.)Thoth.
- Christia parviflora (Schindl.)Bakh.
- Christia pierrei (Schindl.)Ohashi
- Christia vespertilionis (L. f.) Bakh. f.
- Christia zollingeri (Schindl.)Bakh.f.